# غلام‌حسن حداد
غلام‌حسن حداد (متولد ۱۳۱۸) نوازنده و خواننده موسیقی نواحی خراسان است.

## زندگی
غلام‌حسن حداد از سال ۱۳۶۶، فعالیت حرفه‌ای خود را در حوزه موسیقی آغاز کرد. او بجز نوازندگی و خوانندگی، مدتی طولانی به ساختن ساز مشغول بوده‌است. حداد و محمدابراهیم شریف‌زاده، از معدود هنرمندان باقی‌مانده از نسل عسگری‌پور، پورعطایی و درپور هستند.